# Гірнича промисловість Республіки Конго
Гірнича промисловість Республіки Конго.

## Загальна характеристика
В кінці ХХ ст. у гірничодобувній промисловості зайнято близько 10% населення країни. У структурі галузі близько 90% додаткової вартості припадає на паливну, 10% — на гірничорудну промисловість.
На початку XXI ст. (в 2001 р) видобуток нафти забезпечує близько 60% ВВП країни.

## Окремі галузі
Нафтогазова промисловість. Пошуки родовищ нафти початі в 1928 з масиву Майомбе. У 1949 роботи проводилися в зоні осадових порід на узбережжі та в морській прибережній зоні і привели до відкриття (1957) родовищі Пуент-Енд'єн, видобуток нафти на якому почався в 1960. Конго входить у першу десятку країн Африки з видобутку нафти. З 1973 Конго експортує значну частину видобутої нафти.
В 1990-х рр. в розробці знаходилося 5 родовищ: Емерод, Лоанго, Ліквала, Янга-Сенджі і Менго. Всі родовища, крім останнього, розташовані на шельфі. Експлуатуються близько 200 свердловин. Основна частина нафти (близько 90%) добувається на родовищах Емерод і Лоанго з глибини до 1 км. З 1985 по 1997 щорічний видобуток нафти в країні збільшився з 6,3 млн т до 13 млн. Спосіб видобутку — насосний. На шельфі буріння проводиться з автономних платформ, на кожній з яких діють до 15 свердловин. Периферійні платформи пов'язані з центральною і між собою підводними трубопроводами. Переробка нафти здійснюється на НПЗ потужністю 1 млн т сирої нафти на рік. НПЗ знаходиться в м. Пуент-Нуар. Конго задовольняє свої потреби за рахунок власної нафти, є експортером сирої нафти і нафтопродуктів в США, ФРН, Італію, Францію. Збільшення дебіту свердловин досягається шляхом нагнітання пари під тиском в свердловину.
У 2001 р видобуток сирої нафти становив 270 тис. бар/добу, з урахуванням тенденції до зниження видобутку у 2002 р очікувалося 255 тис. бар/добу (головне поле видобутку — N'Kossa). Збільшення видобутку може бути досягнуте після залучення у розробку нафтових полів Мого (Moho) і Білондо (Bilondo), експлуатацію яких готують компанії Chevron і Total Fina Elf. Це могло б дати в 2004–2005 рр. 50 тис. бар./добу. Головний продуцент нафти в країні — компанія Elf Aquitaine Group, яка контролює 65% видобутку. Інші компанії — Exxon і Agip [Mining Annual Review 2002].
Три родовища в глибоководних акваторіях Конго (блок Haute Mer): Мохово-Саут, Норт і Білондо планується розробляти за допомогою свердловин з підводним закінченням і плавучої нафтовидобувної системи. Початок видобутку — 2005 р. Планується досягнути стабільного рівня добового видобутку в 75 тис. бар. нафти і 1.27 млн м³ газу. Участь в блоці поділена між компаніями TotalFinaElf — 51%, ChevronTexaco — 30%, Hydro Congo — 15%, Energy Africa — 4% [Petroleum Economist, 2003. V.70].
Мідно-свинцево-цинкова промисловість. Рудопрояви свинцю і цинку в долині р. Ніарі відомі з XIX ст. Пром. розробка ведеться з 1937. Родовище в районі Мфуаті, родовища Дженгіле, Мпаса, Міндулі, Янга-Кубенса розробляються головним чином відкритим способом. Руда збагачується на фабриці в Мфуаті, розрахованій на переробку 130 тис. т руди на рік і випуск 70 тис. т концентрату: свинцевого, з вмістом 51% Pb, і комплексного мідно-свинцево-цинкового, з вмістом 30% Zn i 4% Cu. Збагачення здійснюється флотацією. Більша частина продукції експортується у Францію, Швейцарію і інші країни.
Інші корисні копалини. Старательськими методами добувається золото на родовищі Какамоека. Італійська компанія SEMI управляє золотою копальнею в регіоні Sangha.
В кінці ХХ ст. в країні почата розробка родовищ бітумінозних пісковиків (Лак-Кітіна), залізних руд (Лекуму), будівельних матеріалів (вапняк, щебінь і інш.) на кар'єрах «Янга», «Малела», «Браззавіль» і «Уесо». З 1969 по 1977 велася розробка запасів калійних солей в районі Пуент-Нуара. У 1977 припинений видобуток калійних солей внаслідок затоплення рудника «Холлє» потужністю близько 450 тис. т на рік. Загальний видобуток склав 3,11 млн т.
Головний новий проєкт у мінеральному секторі — заплановане виробництво магнію канадською компанією Magnesium Alloy Corp. (MAC). Компанія планує відкрити рудник для видобутку карналіту в прибережному регіоні країни. В проєкті задіяні також Kavern Bau-und Betriebs-GmbH, Russian National Aluminium-Magnesium Institute, а також Ukrainian Titanium Magnesium Institute. Передбачене проєктом щорічне виробництво становить 60 тис. т [Mining Annual Review 2002].
В країні активно виконують ГРР та ТЕО на розробку родовищ корисних копалин ряд іноземних компаній: Afriore Ltd of Canada, Hansa GeoMin Consult GmbH та інші.
Португальська компанія Escom здобула концесію для видобутку алмазів. Разом з тим, Конго (Браззавіль) віднесено до категорії «сенситивних» щодо експорту алмазів, тобто країн до яких потрібна підвищена увага. Країнам-імпортерам рекомендовано ретельно перевіряти експортні документи на алмази з цих країн і у разі виникнення сумнівів в походженні алмазів затримувати їх для перевірки.

## Геологічна служба
Геологічні роботи в Конго ведуться службами добувних компаній під керівництвом Міністерства гірничої справи і геології.